# Varmeoverførsel
Varmeoverførsel (også kaldet varmetransmission eller varmetransport) er overførsel af varme gennem et medie eller materiale. Varmeoverførsel kan ske på tre måder:
Varmestrøm er varmeoverførsel ved at overføre varme fra molekyle til molekyle i materialet. Metaller og andre faste materialer har ofte stor molekyletæthed, og er derfor gode varmeledere, mens gasser er ringere ledere pga. deres lave molekyletæthed.
Ved konvektion sker varmeoverførsel gennem strømning i gasser eller væsker.
Varmeoverførsel ved varmestråling er energioverførsel gennem elektromagnetiske stråler (infrarød stråling, synligt lys, UV-stråling).
| Fysik | Spire Denne artikel om fysik er en spire som bør udbygges. Du er velkommen til at hjælpe Wikipedia ved at udvide den. |